# En av oss
En av oss est un livre de la journaliste et écrivaine norvégienne Åsne Seierstad consacré aux attentats du 22 juillet 2011 en Norvège et à leur auteur, Anders Behring Breivik.
Le livre est en grande partie une biographie du terroriste. Parallèlement, l'auteur s'intéresse à la vie de deux de ses victimes, Bano Rashid et Simon Sæbø, avant de passer aux événements du 22 juillet 2011 et au procès qui s'est ensuivi.
Paru en Norvège en novembre 2013, En av oss est rapidement traduit en suédois, danois et finnois,,. Il rencontre un large succès critique dans toute la Scandinavie. Une traduction en anglais, One of Us, signée Sarah Death, parait en 2015. Elle figure sur la liste des « 10 meilleurs livres de 2015 » publiée par le New York Times en fin d'année. La version allemande Einer von uns est prévue pour avril 2016.

## Adaptation cinématographique
- 2018 : Un 22 juillet (22 July) de Paul Greengrass